# Камбарка (река)
Камба́рка — река в Пермском крае и Удмуртской Республике, левый приток реки Кама. В 9 км от устья устроена плотина, которая образует Камбарский пруд, на берегах которого расположен город Камбарка.

## Этимология
Название реки происходит от наименования проживающей на Каме родовой группы башкир — Канбар.

## Описание
Река образуется слиянием малых рек — Камбарка Первая и Вторая. Длина реки составляет 59 км (из них 38 км — в Пермском крае и 21 — в Удмуртии), площадь бассейна — 336 км². Средний уклон реки — 2,2 м/км. Скорость течения выше плотины не превышает 0,2 м/с, в низовьях возрастает до 0,6 м/с, расчётный годовой сток составляет 1,85 м³/с.